# Nyakabuye (periodiskt vattendrag i Burundi, Ngozi)
Nyakabuye är ett periodiskt vattendrag i Burundi.   Det ligger i provinsen Ngozi, i den norra delen av landet, 100 km nordost om huvudstaden Bujumbura.
Omgivningarna runt Nyakabuye är en mosaik av jordbruksmark och naturlig växtlighet. Runt Nyakabuye är det tätbefolkat, med 459 invånare per kvadratkilometer.